# 松島巖
松島 巖（まつしま いわお、1937年 - 2007年以降没）は前橋工科大学名誉教授、第2代学長。
腐食防食・耐食鋼の研究、錆研究で知られる。腐食防食協会協会賞などを受賞。

## 来歴
京都府京都市に生まれる。菁々中学校を経て、東京大学理学部化学科を卒業した。
1959年から1997年まで日本鋼管に研究職として勤務する。この間、1963年から1965年まで、米国マサチューセッツ工科大学に留学した。また、1982年に論文「鉄鋼の局部腐食の研究」で工学博士の学位を東京大学より取得した。1995年から1996年まで国際協力機構 (JICA)の長期派遣専門家として、メキシコ国立工科大学（IPN）教授を務めた。
1997年、前橋工科大学建築学科教授に就任した。2003年から2007年まで同大学第2代学長を務めた。

## 著訳書
- H.H.ユーリック（著）『腐食反応とその制御』（松田誠吾との共訳）産業図書、1968年（改訂版：1974年・1989年）
- 『錆と防食のはなし』日刊工業新聞社、1987年（改訂版：1993年）
- 『低合金耐食鋼』地人書館、1995年
- 『腐食防食の実務知識』オーム社、2002年
- 『トコトンやさしい錆の本』日刊工業新聞社、2002年